# Vévodkyně z Cambridge

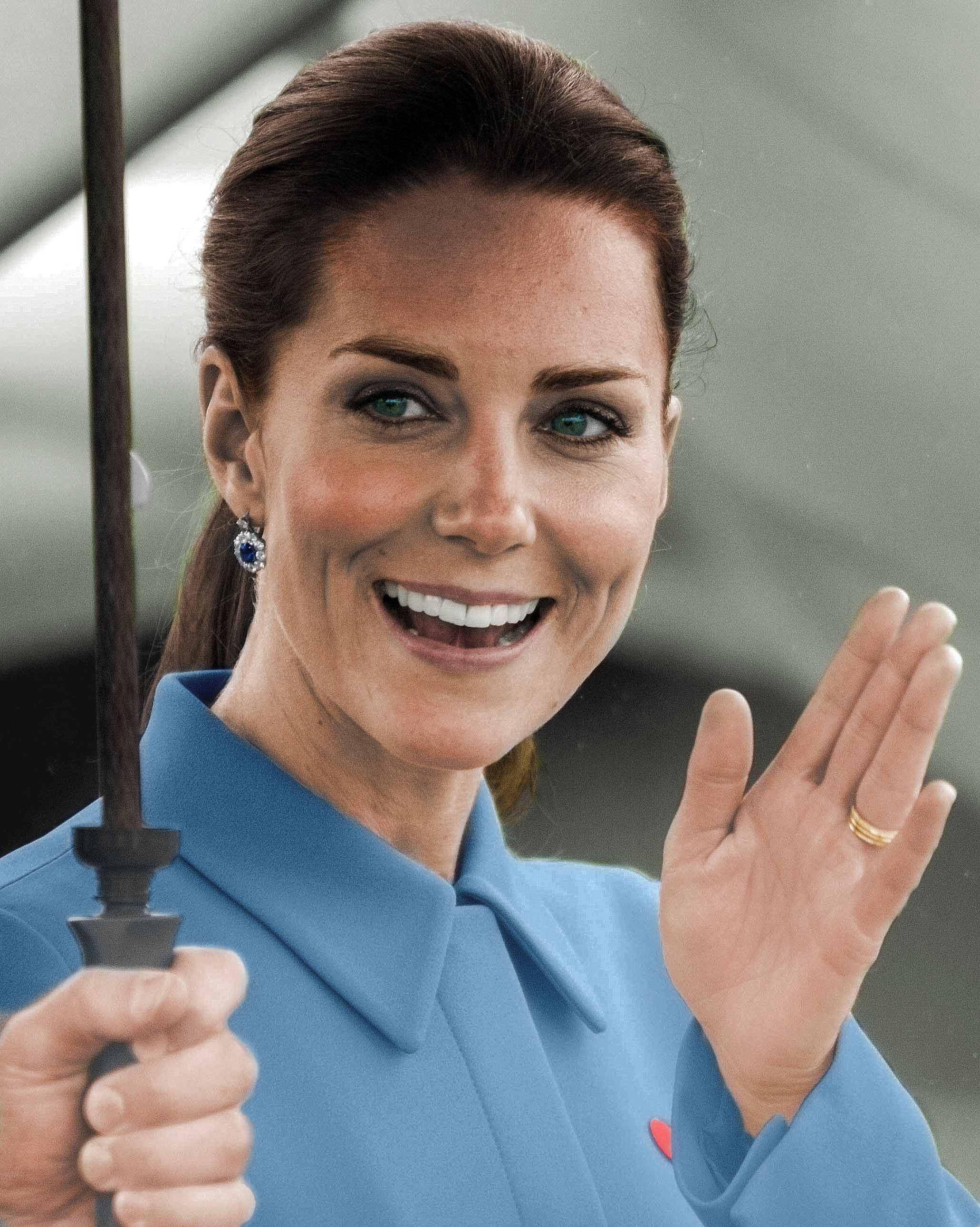
catherine middleton

Vévodkyně z Cambridge (anglicky Duchess of Cambridge) je hlavní zdvořilostní titul manželky vévody z Cambridge.  
V historii byly dvě ženy s titulem vévodkyně z Cambridge:  
- princezna Augusta z Hesenska-Kasselu, od sňatku s princem Adolphusem v roce 1818 až do své smrti v roce 1889
- Catherine Middletonová od sňatku s princem Vilémem v roce 2011.